# Sensual Sensation (álbum de Lime)
Sensual Sensation es el cuarto álbum de estudio del grupo canadiense Lime. Fue lanzado en 1984 por la discográfica Matra Records. Se extrajeron los sencillos «Take It Up», «My Love», «I Don't Wanna Lose You» y «Don't You Wanna Do It».

## Lista de canciones
| N.º | Título                    | Duración |  |
| 1.  | «It's Gonna Be Allright»  | 5:31     |  |
| 2.  | «My Love»                 | 5:28     |  |
| 3.  | «Don't You Wanna Do It»   | 6:02     |  |
| 4.  | «Sensual Sensation»       | 6:06     |  |
| 5.  | «Take It Up»              | 5:18     |  |
| 6.  | «I Don't Wanna Lose You»  | 5:58     |  |
| 7.  | «Extrasensory Perception» | 4:59     |  |
| 8.  | «The Party's Over»        | 6:45     |  |